# Musée des techniques de Vienne
Le musée des techniques de Vienne (Technisches Museum Wien en allemand, abrégé en TMW) est un musée consacré à l’histoire des techniques avec un intérêt particulier pour le développement technologique des pays alpins. Ses cours intérieures, couvertes de grandes coupoles translucides, font l’un des attraits de ce musée, situé à Vienne-Penzing entre la rue Mariahilfer (Mariahilfer Straße) et le parc Gustav-Jäger (Gustav-Jäger-Park).

## Histoire

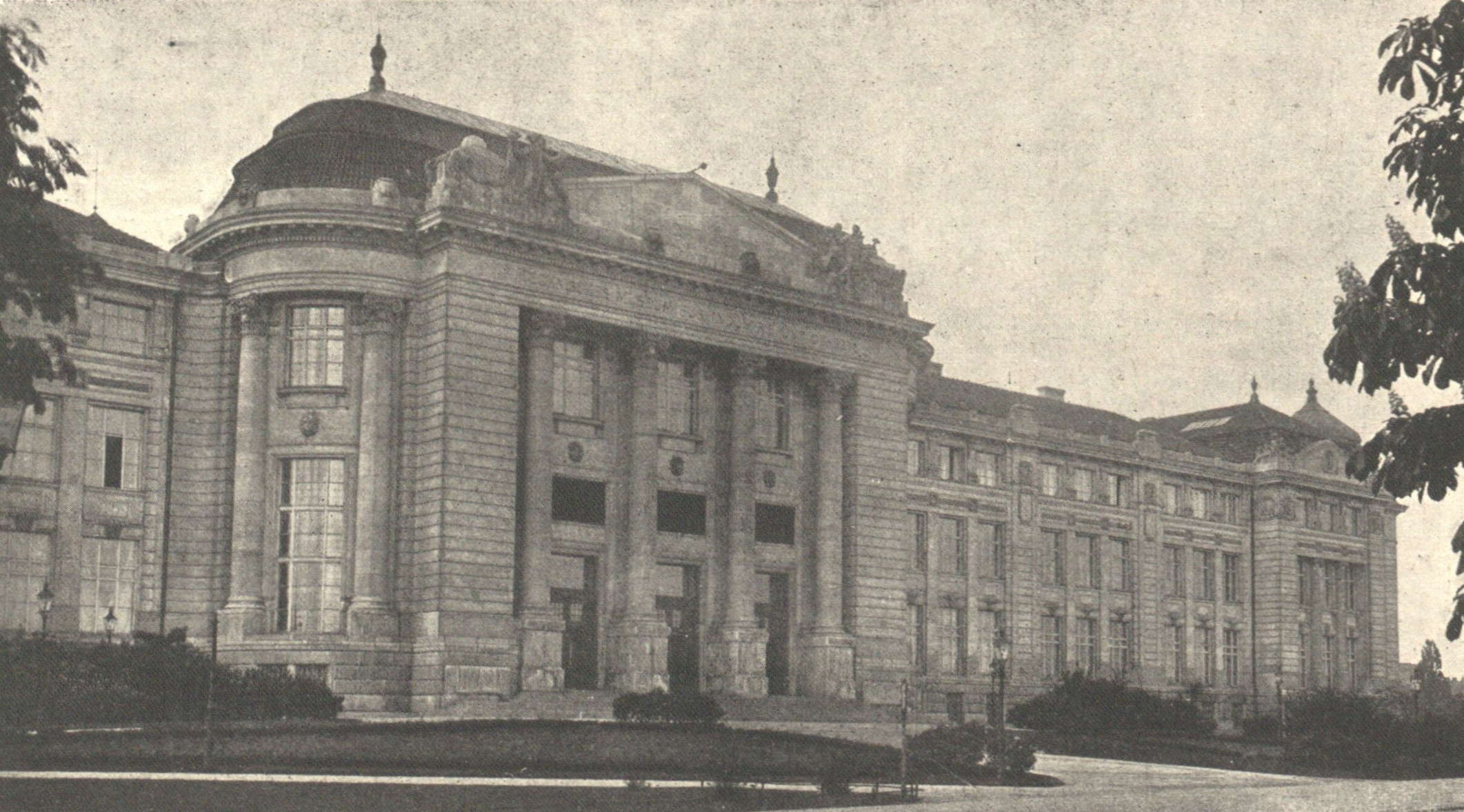
Le musée en construction (1918).

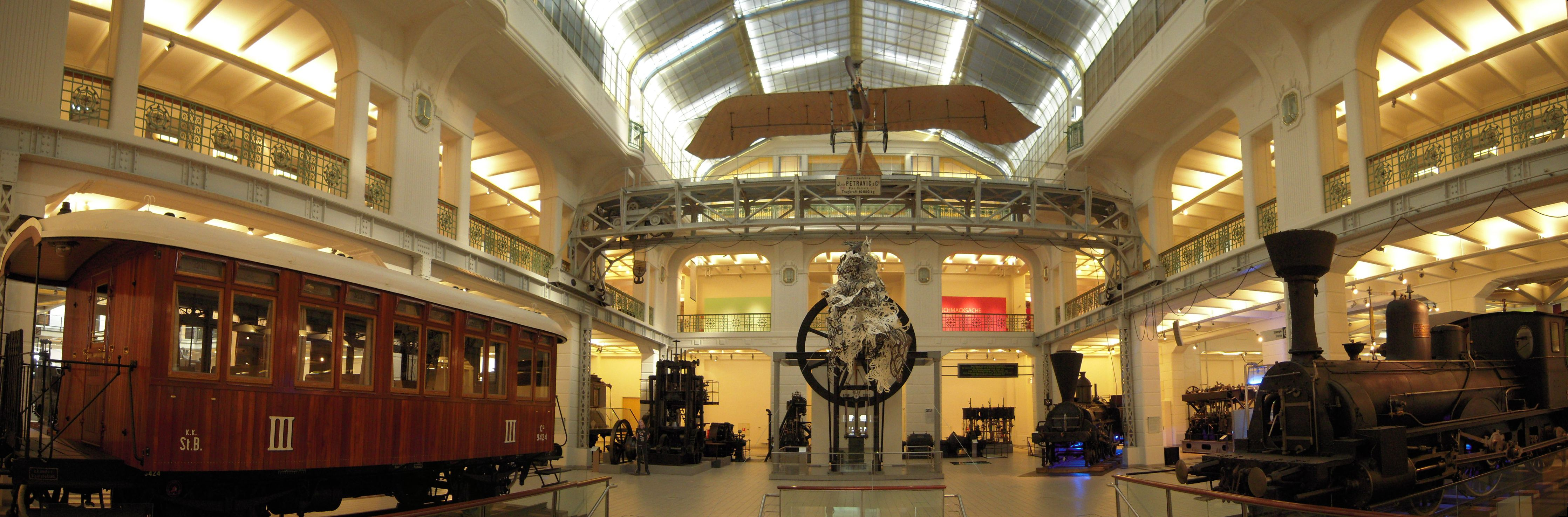
Le hall d'entrée.

C’est à l’occasion du jubilé des soixante ans de règne de l’empereur François-Joseph Ier  qu’en 1908, on décida de construire à Vienne un musée de l’Industrie et des Métiers. Cette initiative est due à Wilhelm Exner, qui en conçut l’idée lors de l’Exposition universelle de 1873. Parmi les membres fondateurs figuraient également des industriels, tels Arthur Krupp et Johann Kremenezky, bienfaiteurs du musée, ainsi que Bernhard Wetzler et la banque Rothschild. La même année vit l'ouverture du Musée des Techniques de Prague.
Une fois choisi l'emplacement du musée, à savoir le XIVe arrondissement, non loin du château impérial de Schönbrunn, sur le terrain dit « des carriers », les architectes étudièrent l’avant-projet d’Emil von Förster. La mort prématurée de ce dernier, en 1909, obligea les fondateurs du musée à lancer un concours d'architecture, auquel participèrent entre autres Otto Wagner, Adolf Loos, Rudolf Tropsch et Max Ferstel. Les candidats avaient deux mois pour préparer un projet, et pourtant, les organisateurs reçurent 24 dossiers. Au dernier tour de vote, restaient en lice les projets de Max Hegele, Rudolf Krausz et Hans Schneider. Le projet de ce dernier était très proche des idées de Förster et, sur intervention du prince-héritier François-Ferdinand, il obtint l’adjudication. Le projet d’Otto Wagner fut dédaigné, notamment du fait des critiques des associations artistiques de Vienne.
Le musée fut l’un des premiers grands édifices d’Autriche construits en béton armé (dès 1904, Otto Wagner avait mis en œuvre ce nouveau matériau pour la Banque postale de Vienne, Wiener Postsparkasse). La façade fut conçue dans le style historicisant en faveur à l’époque. La structure de l’édifice, les grandes halles lumineuses et l'électrification complète du musée, avec 46,4 km de câbles (indispensables pour les démonstrations des effets du courant électrique et le fonctionnement des innombrables machines), correspondaient aux exigences d'un musée ultra-moderne. Le projet d'origine de Schneider fut complété ultérieurement par deux ailes.
L’empereur posa la première pierre le 20 juin 1909. Le bâtiment était achevé en 1913, mais l’inauguration du musée, prévue pour 1914, fut reportée au 6 mai 1918 à cause de la Première Guerre mondiale. Au mois de mars 1919, il accueillait le 100 000e visiteur.
Jusqu’en 1922, le musée fut géré par une association, puis on le nationalisa pour des raisons financières, car avec la chute de la monarchie et les vicissitudes de l’après-guerre, plusieurs donateurs étaient ruinés. Sous l’ère nazie, plusieurs objets de collection confisqués à des familles juives furent remis au Musée des Techniques. Le décret fédéral de Restitution de 1998 (Kunstrückgabegesetzes) s’est accompagné d’enquêtes de propriété et la commission nationale a à ce jour transmis au Parquet dix-sept dossiers instruits. Dans quatre cas, dont celui de la succession de l’historien des Techniques Hugo Theodor Horwitz assassiné en 1942, le musée avait déjà procédé à la restitution.
Le bâtiment a fait l’objet d'importantes réparations entre 1992 et 1999. Les appuis des coupoles de verre recouvrant les cours intérieures ont été reprises sur une dalle intermédiaire et les galeries périphériques ont été élargies, accroissant la superficie du musée de 3 200 m2. Ainsi, la superficie utile actuelle du musée est aujourd'hui de 28 500 m2. Un pavillon en verre se dresse devant l’entrée principale et permet l’accueil des visiteurs. Il s'y trouve un vestiaire, les caisses et la librairie du musée.

## Collections
Le point fort de ce musée est l'arrangement des machines par concepts techniques. Un grand nombre de technologies sont représentées, qui permettent aux visiteurs d'explorer les progrès techniques en renouvelant chaque fois leur point de vue.
Le musée s'enorgueillit de multiples maquettes, dont certaines ont servi à des démonstrations historiques, comme dans le domaine du chemin de fer, des constructions navales, de l'aviation et de l'industrie. Les plus spectaculaires sont les machines à vapeur, que l'on peut même voir fonctionner. Par ailleurs le Musée des techniques possède l’une des plus grandes collections d’instruments de musique historiques d'Autriche.
Dans le cadre de la réhabilitation de l'édifice et de la réforme muséographique qui l'accompagna, la plupart des locomotives et wagons anciens du musée ont été transférés au Musée du train de Strasshof en Basse-Autriche, où ils sont entretenus par l'Association de la première voie ferrée d’Autriche et le Club des trains (Eisenbahnklub). Le reste du matériel ferroviaire fut donné ou vendu à des associations, des collectionneurs ou des loueurs. Parmi les bénéficiaires, on peut citer le Musée du train de Schwechat, animé par l'Association des amis du train. Fin 2008, quelques-unes des plus belles locomotives, après réparation partielle, rejoignirent le grand hall du musée, le reste des véhicules étant remis comme donation aux musées régionaux des Lænder d'Autriche.
La collection des voitures a par contre été conservée au musée. Elle reflète les progrès accomplis par les grands constructeurs automobiles autrichiens que furent Austro-Daimler, Gräf & Stift, Steyr, Puch etc. Parmi les spécimens les plus anciens, citons la Benz d’Eugen Zardetti (1893), qui fut la première voiture autrichienne à essence, et l'une des plus vieilles voitures conservées dans leur état d'origine, la deuxième sortie des usines Marcus (1888/89). Pour constituer cette collection, l'ex-conservateur Hans Seper a beaucoup investi après la capitulation de 1945. Le musée a permis la construction d'un fac-simile de la Marcus no 2, avec laquelle une démonstration a été présentée le 17 mai 2006 au président Heinz Fischer. Cette reconstitution permet de montrer au public comment fonctionnaient les voitures de ce temps, sans risquer d'endommager l'original.
Une bonne partie des objets de la première moitié du XIXe siècle provient des collections de l'ancêtre du musée, le Cabinet industriel impérial et royal, fondé en 1807 par l'empereur d'Autriche François Ier, pour regrouper les principales inventions des débuts de la révolution industrielle en Autriche-Hongrie.

## Galerie

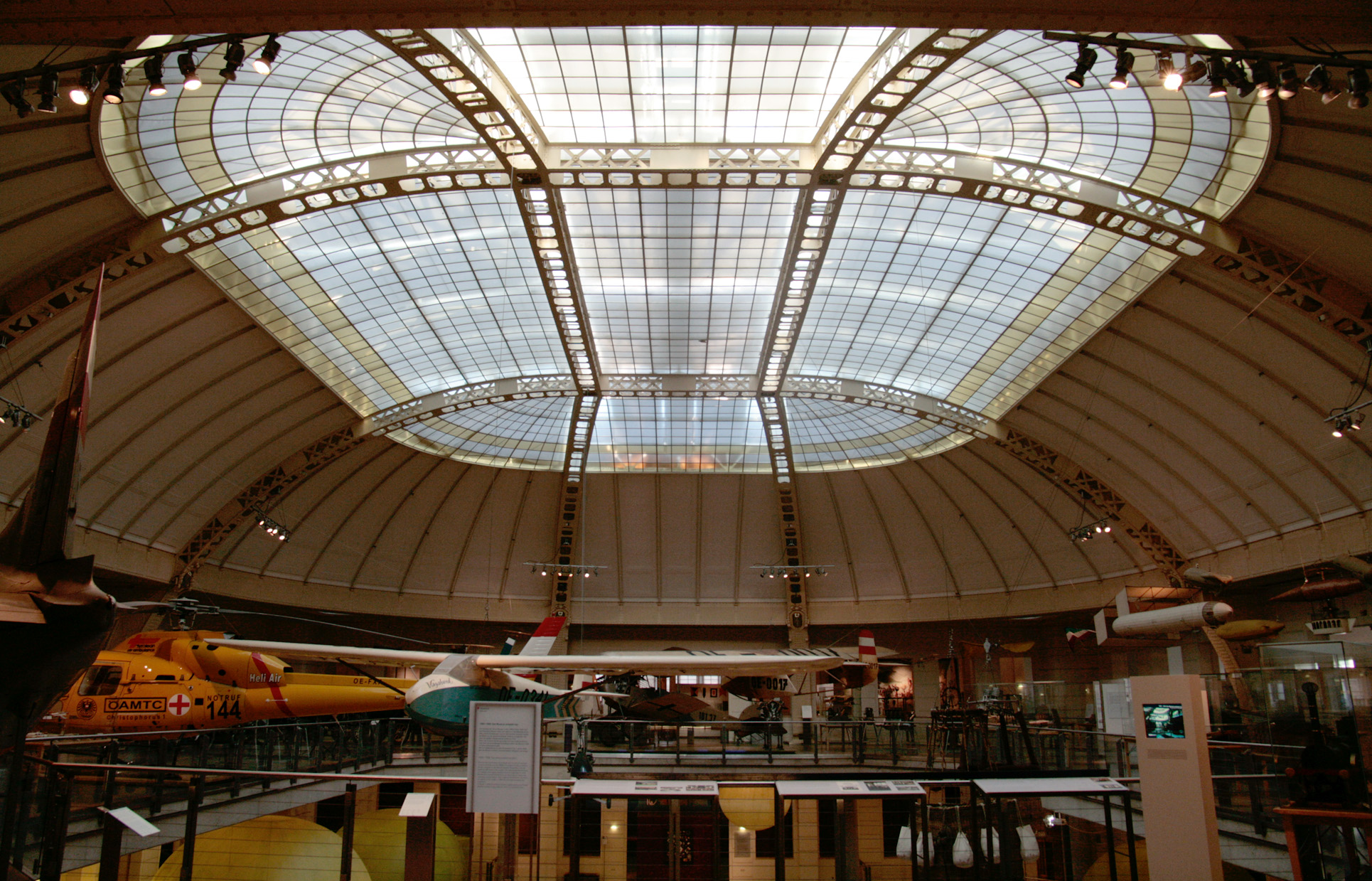
Le pavillon d'aile consacré aux débuts de l’aéronautique.
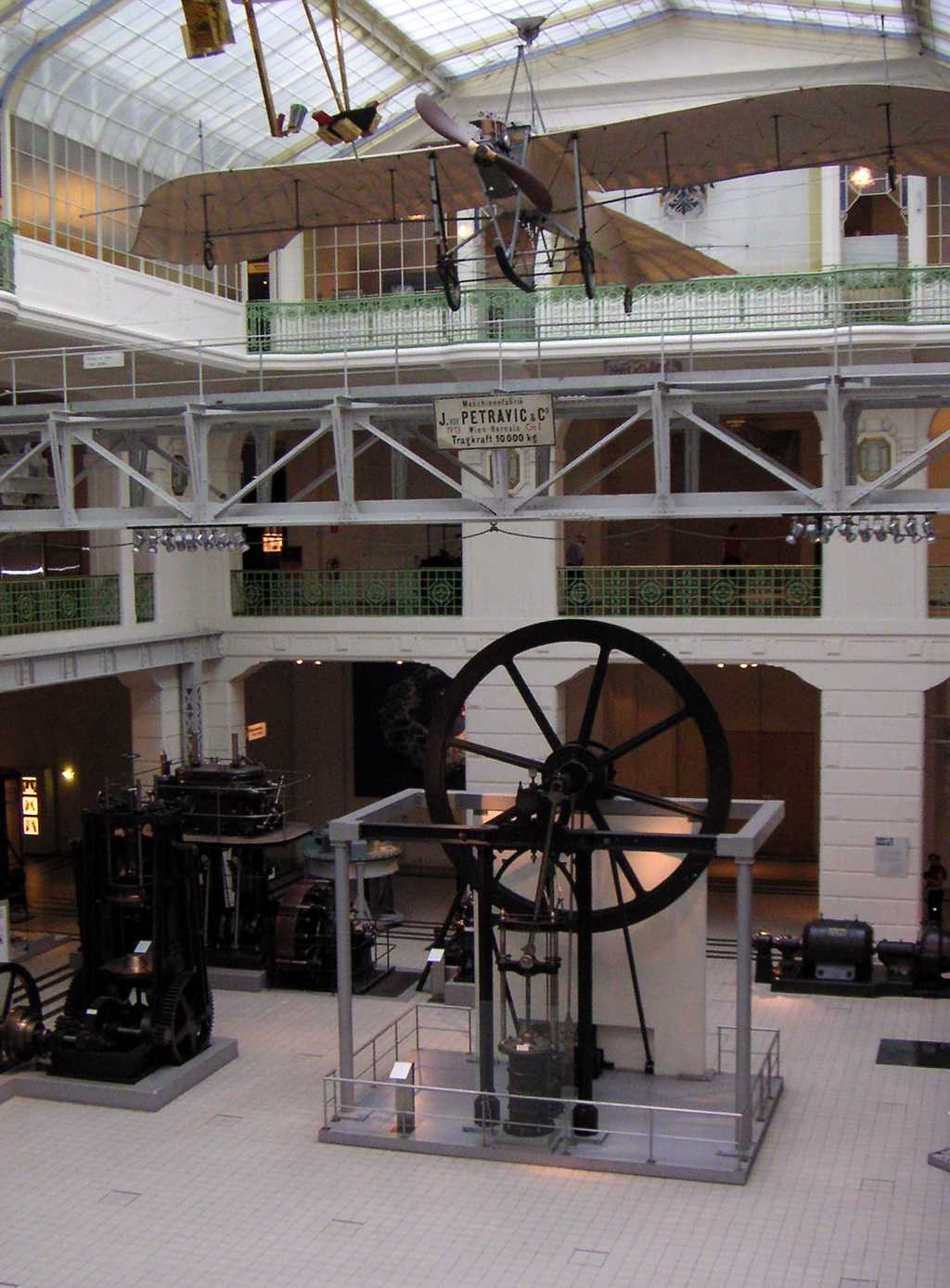
L'aile centrale avec l'aéroplane expérimental Etrich Taube.
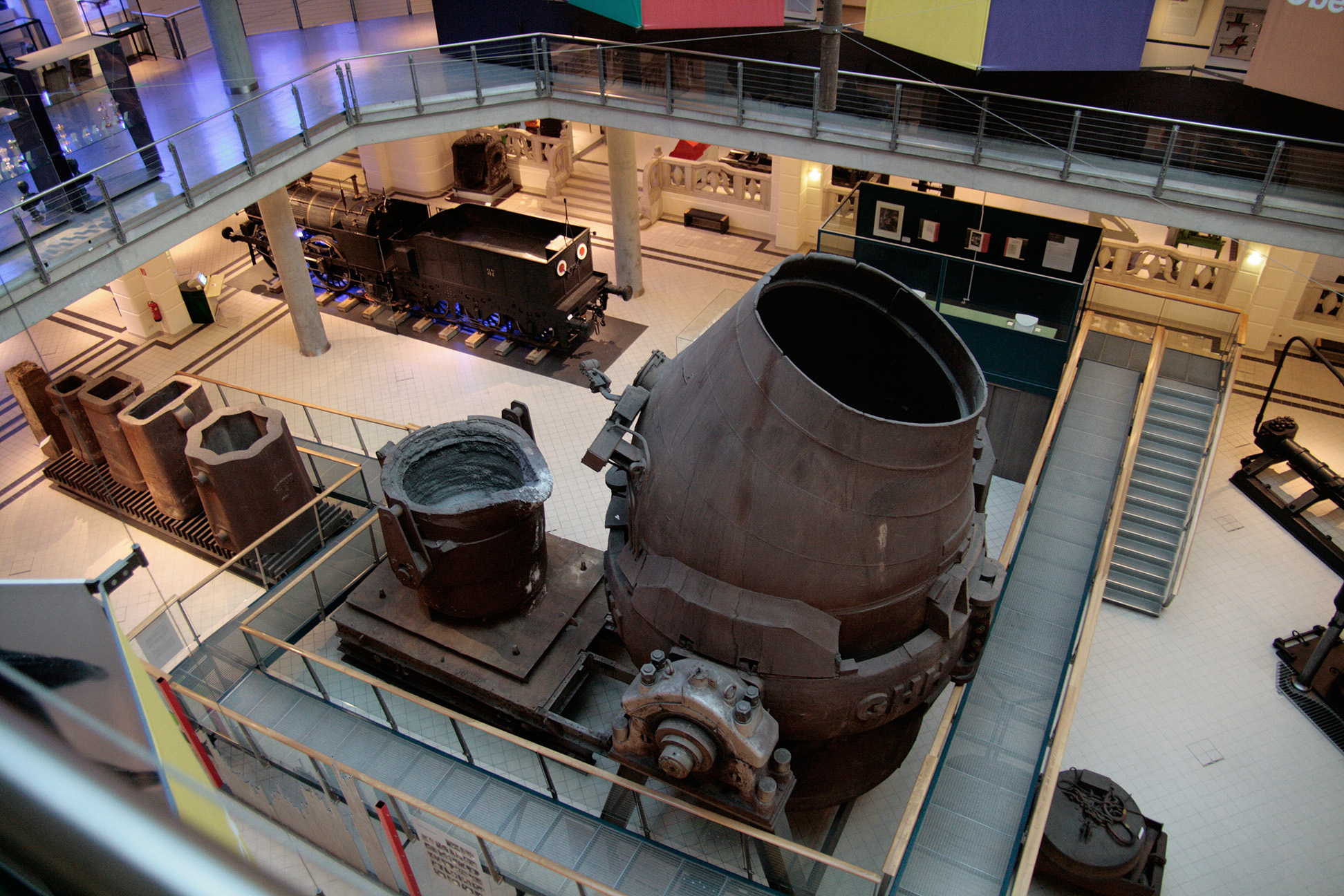
Le convertisseur LD (Linz-Donawitz) (1952)
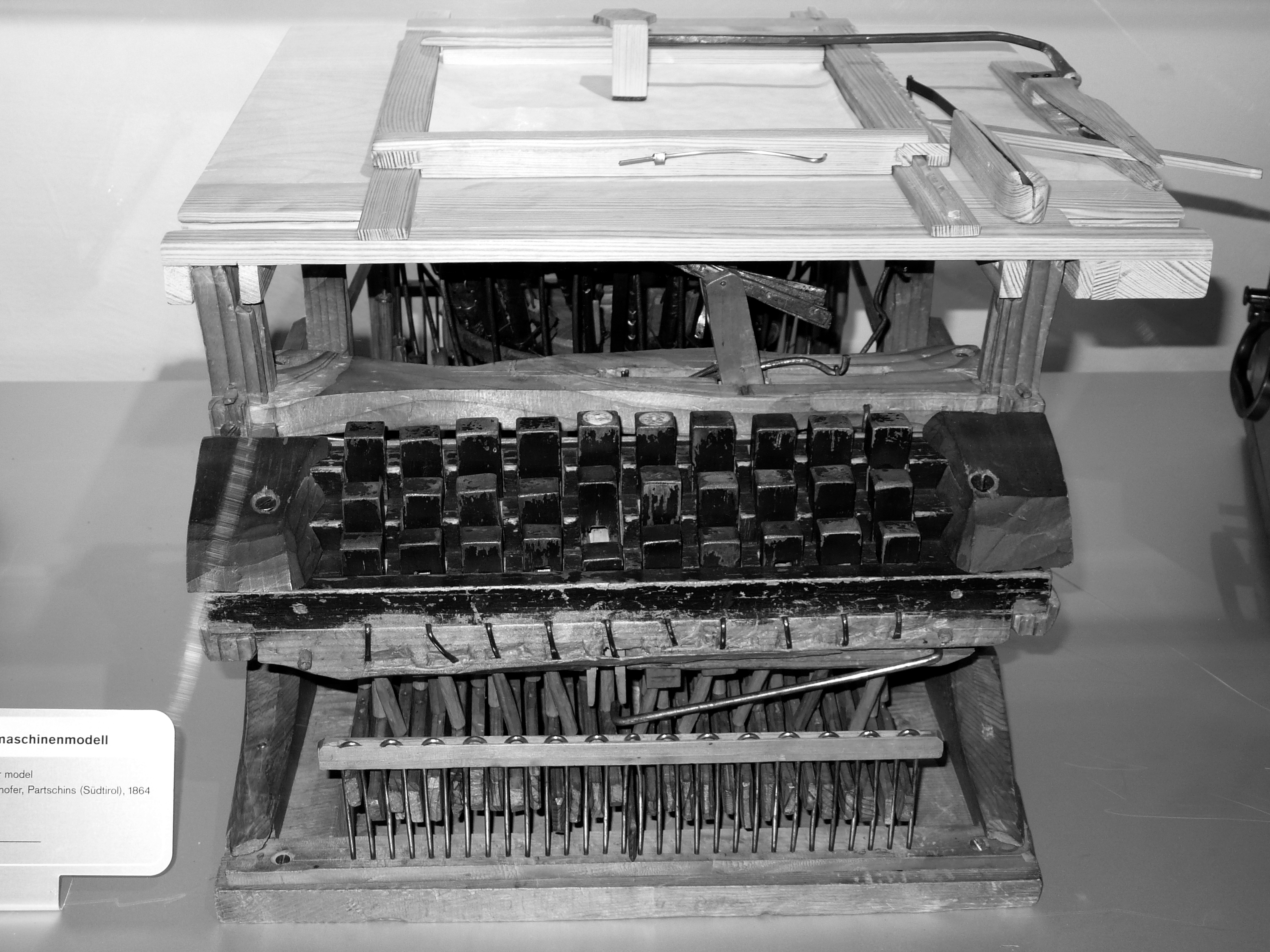
Machine à écrire de Peter Mitterhofer (1864)
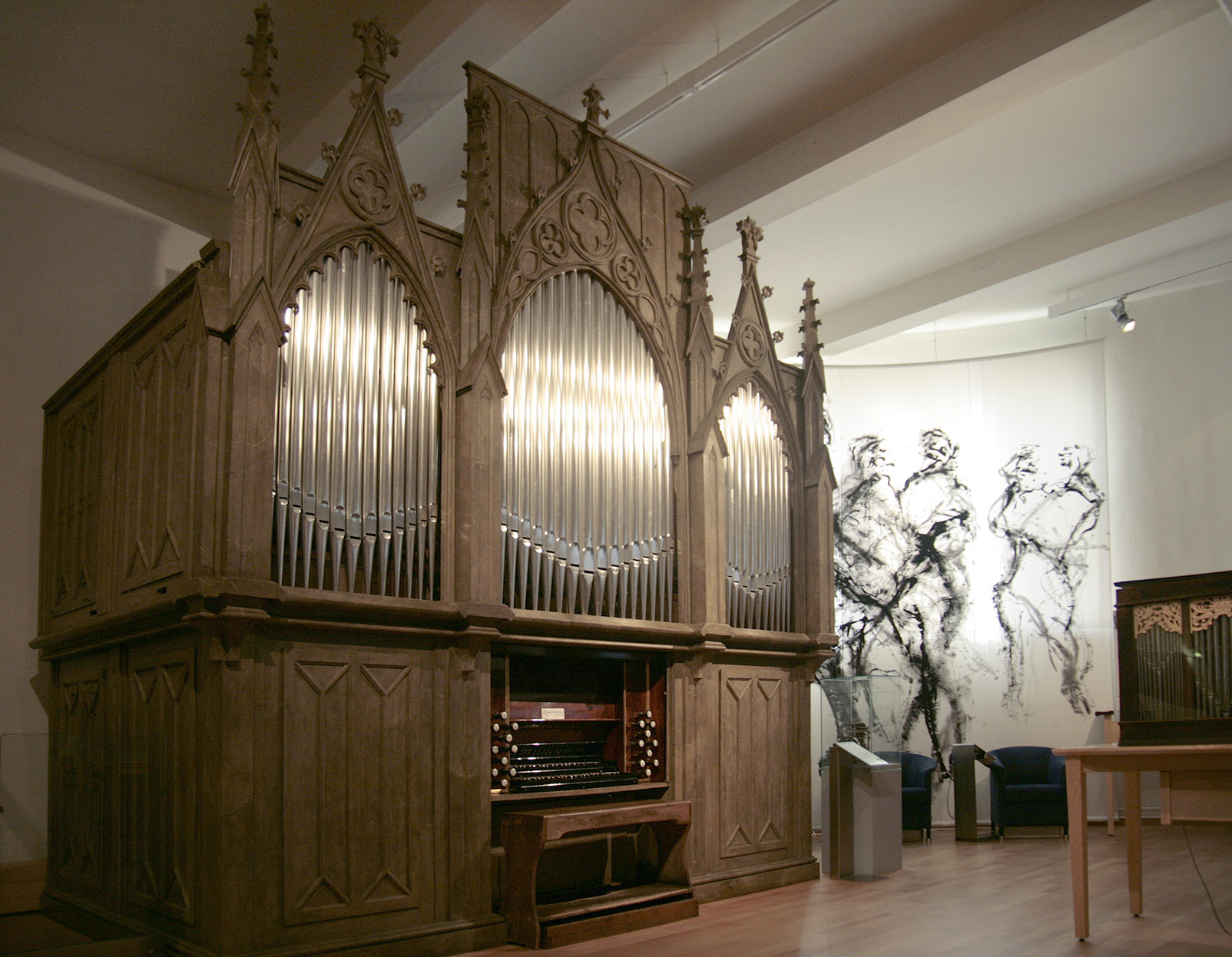
Orgue de la chapelle de Hofburg (de Carl Friedrich Ferdinand Buckow, 1862)
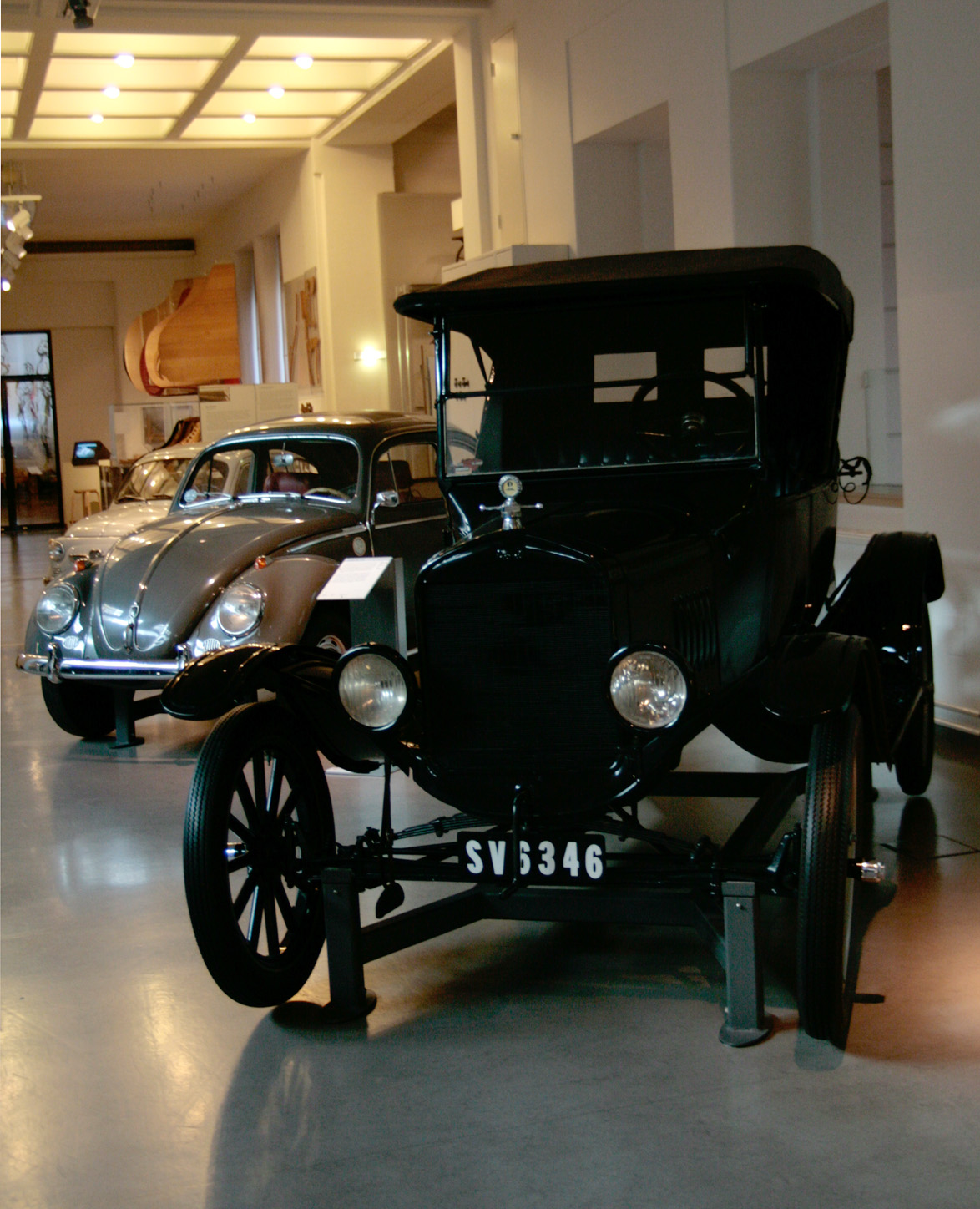
Ford T (1923) et VW Type 11 de luxe (1962)
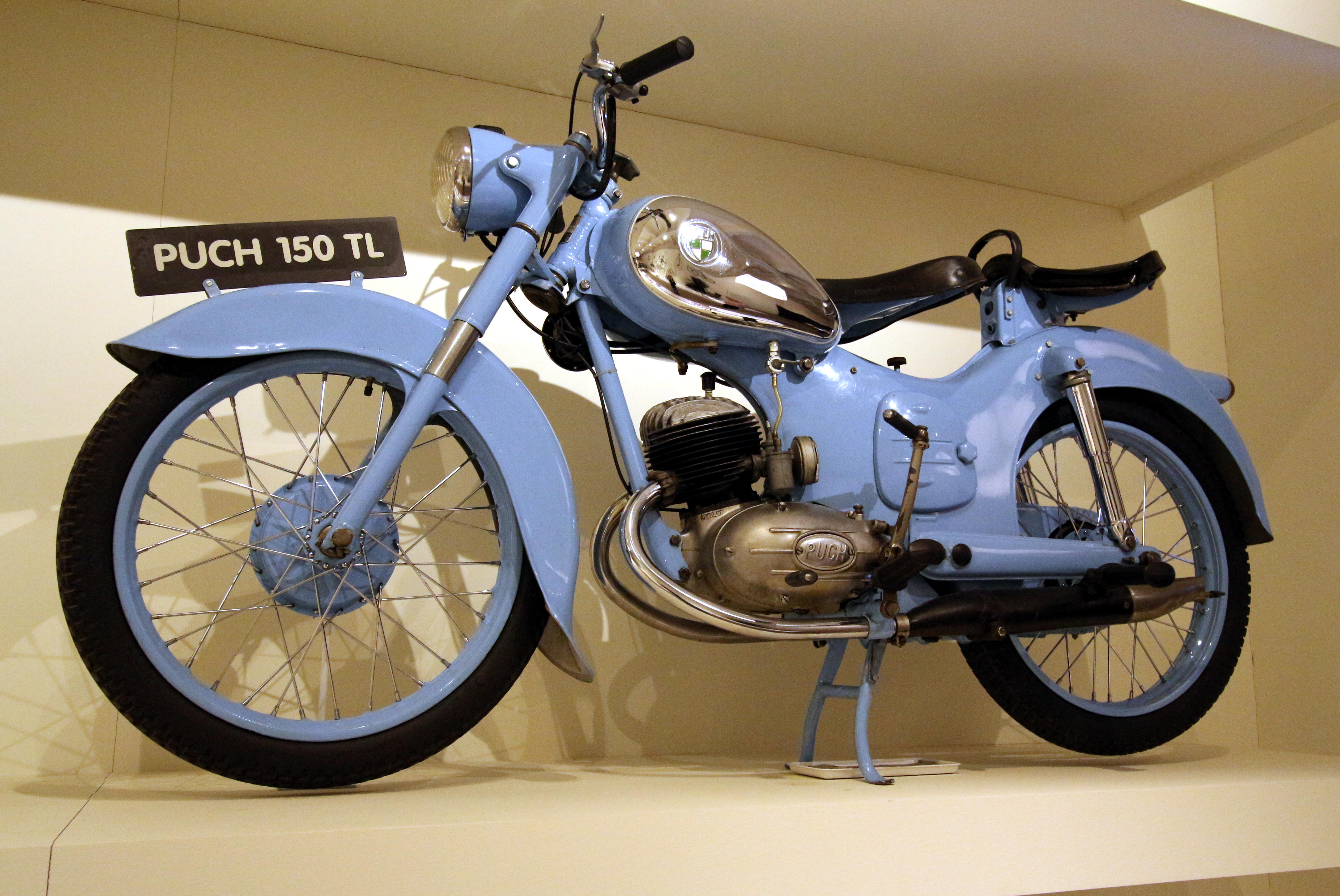
Moto Puch (1953)

## Particularités
- Reconstitution d'une mine au sous-sol
- Laboratoire d'électricité
- Maquettes de ponts, de matériel minier
- Modèles originaux de machines à vapeur
- Collection de véhicules anciens (avec la célèbre voiture de Siegfried Marcus)
- Wagon particulier de l'impératrice Sissi
- Expositions temporaires sur des thèmes d'actualité